# Westwood (Contea di Jefferson, Kentucky)
Westwood è un comune degli Stati Uniti d'America, situato nello Stato del Kentucky, nella contea di Jefferson.